# Ауди 50
Ауди 50 е малолитражен автомобил, произвеждан от Ауди в периода 1974 – 1978 г.
Първото Ауди 50 е произведено през лятото на 1974 г. Година по-късно на пазара е пуснат Фолксваген Поло I – модел, идентичен с Ауди 50, но предназначен за по-неплатежоспособни клиенти.
Ауди 50 се счита за една от най-бързо конструираните коли в историята на автомобило строенето – от първата скица до първия готов автомобил изминават само 21 месеца.
През 1978 г. производството на Ауди 50 е спряно, тъй като по-евтинито Поло се продава по-добре. Освен това Volkswagen AG поставя на Ауди задачата да произвежда автомобили от среден и горен клас. Така заплануваният фейслифт, който трябва оптично да доближи Ауди 50 до моделите 80 и 100, не се състои.
Произведени са общо 180 828 екземпляра от този модел, днес обаче има много малко запазени бройки. През 2006 г. в Германия има регистрирани само 519. Това се дължи основно на бързоръждясващата ламирана, която Фолксваген използва по това време за моделите си.
21 години след преустановяване на производството на Ауди 50 Ауди отново започва да прави малолитражни автомобили и на пазара се появява моделът А2.